# 周菲比
周菲比（Phebe Chou，6月9日—），台灣流行音樂人、職業編曲家及作曲家。

## 作品

### 編曲作品
- 2025 陳珊妮 「倔強」編曲人
- 2024 房祖名「尋光」編曲人
- 2023 麋先生「都是浪漫害的」編曲人
- 2023 翁靖堯「爛泥」編曲人
- 2023 黃宣 必勝客「就愛逗陣HOT」編曲人
- 2023 范逸臣 任中強《粽邪3》主題曲「思念」編曲人
- 2023 Marz23「不遠處」弦樂編曲人
- 2023 Marz23「不愛自己了」編曲人
- 2023 洪暐哲「牛頓與蘋果」編曲人
- 2023 悅兒「夢想世界」編曲人
- 2023 悅兒「魔法星願屋」編曲人
- 2022 南拳媽媽「我回來了」編曲人
- 2022 翁靖堯「這世界怎麼是灰色」編曲人
- 2022 伍思凱「找到」編曲人
- 2022 蕭煌奇「查某囡仔」編曲人
- 2022 動力火車「不必說哈囉」編曲人
- 2022 依拜維吉「情人的眼淚」編曲人
- 2022 依拜維吉「負心的人」編曲人
- 2021 家家「閉上眼睛會想起的人」編曲人
- 2021 蔡宥綺「當世界背對我」編曲人
- 2021 阿肆「孤寡人朕」編曲人
- 2021 黃小琥「Karma」編曲人
- 2021 梁心頤 陳勢安「再也沒有你」編曲人
- 2021 張信哲 任素汐「有一點動心」編曲人
- 2021 張信哲「無別」國樂編曲人
- 2021 F.I.R.「錦繡夢」國樂編曲人
- 2021 林中琦「銳變」編曲人
- 2021 倫桑「柳絮謠」編曲人
- 2021 西彬「南城」編曲人
- 2020 張峰奇「天堂M」編曲人
- 2020 南征北战NZBZ 武庚纪「逆行者的狂歌」編曲人
- 2020 陳零九 天巡者「千年以後」編曲人
- 2020 張紫寧 火箭少女101「你的情歌」編曲人
- 2020 任賢齊 麋先生「2020再出發」弦樂編曲人
- 2020 盧苑儀「一轉眼」編曲人
- 2020 林語菲「窒息的幸福」編曲人
- 2020 曹楊「為誰美麗」編曲人
- 2020 曹楊「機場」編曲人
- 2020 蕭憶情「月痕」編曲人
- 2020 張戀歌 趙貝爾 李佳潔 暖暖，請多指教「夢想由你」編曲人
- 2020 李凱馨 暖暖，請多指教「最好的幸運」編曲人
- 2020 SING女團 炙熱的我們「Despacito」改編編曲人
- 2020 陳曼青「I Love You 你懂不懂」編曲人
- 2020 邵豪 誰是被害者「White Horse」編曲人
- 2020 是元介 孫自佑 涂善存「有愛的地方」編曲人
- 2020 張傑「大明星」編曲人
- 2020 李玉璽「Be Me」編曲人
- 2020 黃小琥「春到了」編曲人
- 2020 孫浩然「多想見到你」編曲人
- 2020 林中琦「白色絢爛光年」編曲人
- 2019 張傑「神算」編曲人
- 2019 張智成「我不是張智成」編曲人
- 2019 黃宣 想見你「一天」編曲人
- 2019 楊丞琳「刪拾」編曲人
- 2019 李婭莎 蕭煌奇「佮你牽手」編曲人
- 2019 陳零九 想見你「看見妳的聲音」編曲人
- 2019 TRASH樂團「希望你回來」編曲人
- 2019 蕭煌奇「候鳥」編曲人
- 2019 路嘉欣「蝕日」編曲人
- 2019 新瑤「給你時間」編曲人
- 2019 鍾漢良「嘿，你還好嗎」編曲人
- 2019 董真 妖揚「從前」編曲人
- 2019 龔言脩「最勇敢的事」編曲人
- 2019 張赫宣「錯過後再愛過」編曲人
- 2019 林亭翰「不完整的再見」編曲人
- 2019 明日之子 田燚「冷」編曲人
- 2019 呂見騰「不要開玩笑」編曲人
- 2019 朱興東「過敏體質」編曲人
- 2019 吳蓓雅「想起我」編曲人
- 2019 金玟岐「愛是沈默」編曲人
- 2019 鄭怡「記得」編曲人
- 2019 田亞霍「回憶房客」編曲人
- 2019 田亞霍「我累了，你淚了嗎」編曲人
- 2019 張信哲 合唱吧300「友情世間」編曲人
- 2019 畢書盡「不後悔」編曲人
- 2019 畢書盡「你是我之外的所有」編曲人
- 2019 胡夏「我只喜歡你」編曲人
- 2019 郎朗 洛天依「茉莉花」編曲人
- 2019 丁噹「醉裡歌」編曲人
- 2019 周華健「霸王魂」編曲人
- 2019 蕭閎仁「團圓」編曲人
- 2019 蕭閎仁「牛犁歌」編曲人
- 2019 畢書盡 歌手2019「你」編曲人
- 2019 童立安「再見不見」編曲人
- 2019 林吟蔚「Good Night Daddy」編曲人
- 2019 劉人語「心跳的證明」編曲人
- 2019 梁靜茹「想都沒想過」編曲人
- 2019 張磊「清歡決」編曲人
- 2018 黃子佼「安全感」編曲人
- 2018 林隆璇「也很好」編曲人
- 2018 吳倩 盛唐幻夜「暮雪凉」編曲人
- 2018 繆以欣「安全感」編曲人
- 2018 陳零九聖結石「我靜靜看著你裝B」編曲人
- 2018 是元介「偕老」編曲人
- 2018 鍾漢良「不憂傷的愛」編曲人
- 2018 霍尊「世外蓬萊」編曲人
- 2018 田馥甄「自己的房間」編曲人
- 2018 熊梓淇「最美的约定」編曲人
- 2018 這就是歌唱「美麗的神話」編曲人
- 2018 這就是歌唱「雪落下的聲音」編曲人
- 2018 這就是歌唱「月牙灣」編曲人
- 2018 這就是歌唱「月亮代表誰的心」編曲人
- 2018 劉珂「忘記被忘記」編曲人
- 2018 安婕希「那天」編曲人
- 2018 林浩楷李志傑「沒睡」編曲人
- 2018 吳欣欣洪志賢「一點一點」編曲人
- 2018 謝和弦「31歲菜鳥新人」編曲人
- 2018 李玉璽「句點」編曲人
- 2018 簡廷芮「全世界只有你不懂」編曲人
- 2018 中國好聲音 周深「花開」編曲人
- 2018 中國好聲音 周深「雲裳羽衣曲」編曲人
- 2018 中國好聲音 畢夏「花火」編曲人
- 2018 袁詠琳「That's Alright」編曲人
- 2018 韓安旭「夢,該勇敢去想」編曲人
- 2018 吳申梅「可愛戀花再會吧」編曲人
- 2018 畢書盡「從來不知道」鋼琴編寫
- 2018 林亭翰 新東方形象歌曲「遠方」編曲人
- 2018 以你為名的青春「青春有一個好聽的名字叫我們」編曲人
- 2017 林憶蓮 歌手2「紅色高跟鞋」弦樂編寫
- 2017 阿沁「天使惡魔」編曲人
- 2017 阿沁X方志友「雙雙對對」編曲人
- 2017 畢書盡「Missing Xmas」編曲人
- 2017 蔣敦豪「遠在身邊」鋼琴弦樂編寫
- 2017 張信哲「幾個永遠都不夠」編曲人
- 2017 張信哲X張艾嘉「永恆的印記」編曲人
- 2017 張信哲「敘述」編曲人
- 2017 長宇「我想要飛」編曲人
- 2017 李碩「好好先生」編曲人
- 2017 卓猷燕「一個人走」編曲人
- 2017 汪睿「後來的我」編曲人
- 2017 希林娜依·高「惹哭自己」編曲人
- 2017 莫海婧「準備不了分手」編曲人
- 2017 田丹「想想」編曲人
- 2017 云の泣「緣」編曲人
- 2017 許魏洲「一半」編曲人
- 2017 不才「化身孤島的鯨」編曲人
- 2017 周二珂「帶著音樂去旅行」編曲人
- 2017 畢書盡「我想你了」編曲人
- 2017 畢書盡「Be Your Light」鋼琴編寫
- 2017 金志文 上古情歌「一望千年」編曲人
- 2017 畢書盡「You're Gone」編曲人
- 2017 全國高中原創畢業歌合輯「星火」編曲人
- 2017 郁可唯 美容針「落在胸口的星星」編曲人
- 2017 李翊君 江宏恩「放心」編曲人
- 2017 李翊君「隱形的傷口」編曲人
- 2017 中國好聲音 大山「Sorry」編曲人
- 2017 中國夢之聲 朱興東「路口」編曲人
- 2017 中國夢之聲 朱興東「別」編曲人
- 2017 中國夢之聲 朱興東「我們也陌生」編曲人
- 2017 中國新歌聲 鄭迦文「魚缸」編曲人
- 2017 林亭翰「不可能不愛你」編曲人
- 2017 林亭翰「為你」編曲人
- 2017 陳彥允「冒險小說」編曲人
- 2017 陳彥允「城門城門雞蛋糕」管樂編寫
- 2017 陳彥允「Money Back Me Home」編曲人
- 2017 陳彥允「I Love You I Do」編曲人
- 2017 陳彥允「I'm Burning」編曲人
- 2017 天籟之聲 Saya「愛過了又怎樣」編曲人
- 2017 中國好聲音 馬吟吟「所謂惦記」編曲人
- 2017 中國好聲音 李維「兩端」編曲人
- 2017 中國好聲音 李維「1987」編曲人
- 2017 中國好聲音 張瑋「求愛歌」編曲人
- 2017 鍾漢良 孤芳不自賞「一枝孤芳」編曲人
- 2017 陳零九「不見了」編曲人
- 2017 陳零九「最後一首情歌」編曲人
- 2016 文聞「對面的男孩」編曲人
- 2016 魏然「不平等條約」編曲人
- 2016 李玉璽「惡作劇之後」編曲人
- 2016 張信哲「2002年的第一場雪」編曲人
- 2016 李玉璽「未命名」編曲人
- 2016 李玉璽「玩具熊」編曲人
- 2016 李玉璽「滿天星」編曲人
- 2016 李玉璽「愛,冬眠」編曲人
- 2016 李玉璽「想」鋼琴弦樂編寫
- 2016 李玉璽「I'm sorry」鋼琴弦樂編寫
- 2016 畢書盡「遺忘無盡」編曲人
- 2016 畢書盡「愛戀魔法」編曲人
- 2016 畢書盡「Funky Boy」編曲人
- 2016 畢書盡「都是你害的」編曲人
- 2016 孫子涵「灰色」編曲人
- 2016 胡利基「SaYang」編曲人
- 2016 胡利基「一天」鋼琴弦樂編寫
- 2016 胡利基「愛我」鋼琴弦樂編寫
- 2016 胡利基「I Can't Say」編曲人
- 2016 胡利基「You Won't Be Alone」編曲人
- 2016 曹登昌「夜上海」弦樂編寫
- 2016 羅時豐 主打「心疼心」編曲人
- 2016 崔子格魯士郎「花戀蝶」編曲人
- 2016 中國好聲音 長宇EP同名主打「藏雨」編曲人
- 2016 中國好聲音 長宇EP「My Only Dream」編曲人
- 2016 中國好聲音 丁丁"曙光"專輯「思念假想敵」編曲人
- 2016 中國好聲音 陳冰 電影插曲「上了鎖」編曲人
- 2016 張信哲 我是歌手「親愛的小孩」編曲人
- 2016 張信哲 我是歌手「二十年以前」編曲人
- 2015 張信哲 內地單曲「蒼蒼」編曲人
- 2015 畢書盡 愛上哥們單曲「愛是妳給的溫柔」編曲人
- 2015 冼佩瑾 "為什麼要乖"專輯「親密的疏離」編曲人
- 2015 冼佩瑾 "為什麼要乖"專輯「蘿莉塔標本」編曲人
- 2015 冼佩瑾 "為什麼要乖"專輯「Alice Hates You」編曲人
- 2015 冼佩瑾 "為什麼要乖"專輯「Only God Knows」編曲人
- 2015 朱俐靜 "My Way"EP「以為我可以」編曲人
- 2015 朱俐靜 "My Way"EP「幸福的螺旋」編曲人
- 2015 畢書盡 "勢在必行3"合輯「逆時光的浪」編曲人
- 2015 陳彥允 "勢在必行3"合輯「大皇帝」編曲人
- 2015 無双樂團 "無双高校"寫真單曲「花水木」編曲人
- 2015 謝和弦「這是最後一次」編曲/製作人
- 2015 謝和弦「那一定會很帥」作曲/編曲/製作人
- 2015 Cozy diary 輕日記「我們應該不應該」弦樂編曲人
- 2015 邱凱偉 春梅戲劇插曲「愛越遠越重」編曲人
- 2015 張信哲 "還愛"概念專輯「第三者」編曲人
- 2015 張信哲 "還愛"概念專輯「狂歡」編曲人
- 2015 李翊君 "苓聽"專輯「雨後的夕陽」編曲人
- 2015 張信哲 秦時明月君臨天下片尾「焚情」編曲人
- 2014 成龍 60大壽演唱主題曲「不再失去」編曲人
- 2014 中國夢之聲 侯磊「哪裡是太陽」編曲人
- 2014 無双樂團 "俠客無雙"主題曲「緋櫻」編曲人
- 2014 無双樂團 專輯同名主打「天下」編曲人
- 2014 是元介 首張個人EP主打《不放》編曲人
- 2014 蕭閎仁 "鬼才懂你"專輯《怎麼了》編曲人
- 2014 蕭閎仁 "鬼才懂你"專輯《不想長大》編曲人
- 2014 "我欣中的羅大佑"專輯《無言的表示》編曲人
- 2014 吳勇濱X陳傑瑞《三個人的星系》編曲人
- 2014 Sun Lady 同名EP《非誠勿擾》編曲人
- 2014 解偉苓 白袍下的高跟鞋片尾《無誤》編曲人
- 2014 林大晉 "精靈"EP《把愛都給我》配唱及編曲人
- 2014 李愛綺 "微風城市"專輯《攏嘛為著你》編曲人
- 2014 李愛綺 "微風城市"專輯《幸福古早味》編曲人
- 2014 李愛綺 "微風城市"專輯《愛情啊》編曲人
- 2014 超級歌喉讚 紀乃菡《還好你在》編曲人
- 2013 F.I.R. "Better Life"專輯《千軍破》編曲人
- 2013 F.I.R. "Better Life"專輯《孩子的天空》編曲人
- 2013 F.I.R. "Better Life"專輯《I Remember》編曲人
- 2013 蕭閎仁《不忘春風》編曲人
- 2013 蕭閎仁《老大(你)》弦樂編曲人
- 2013 蕭閎仁《寶貝仔子》弦樂編曲人
- 2013 蕭閎仁《將你放在我心內》弦樂編曲人
- 2013 蕭閎仁《我的世界沒有你的音準》編曲人
- 2013 美寶 "目的地出發"專輯《幸福的翅膀》編曲人
- 2013 Artie "Dream On！"專輯《我們的舞曲》編曲人
- 2013 蕭閎仁 我要當歌手EP《因為我愛你》編曲人
- 2013 范逸臣 "搖滾吧,情歌! "專輯《我是誰》編曲人
- 2013 解偉苓 遇見幸福300天《寶貝快睡》編曲人
- 2013 趙鵬飛 誰家曖昧 EP《越曖昧越美麗》弦樂編曲人
- 2013 趙鵬飛 誰家曖昧 EP《喬家花花》編曲人
- 2013 孫協志 "不死鳥"專輯《有你在身邊》編曲人
- 2013 孫協志 "不死鳥"專輯《看不見》編曲人
- 2013 林佑威 兩個爸爸片頭曲《幸福的聲音》編曲人
- 2013 Super131《Fighting》K歌情人夢PK主題曲編曲人
- 2013 張棟樑《剛好的幸福》K歌情人夢皓子主題曲編曲人
- 2013 豆花妹《藍天》K歌情人夢Nina主題曲編曲人
- 2013 許慧欣X范逸臣《我的愛》K歌情人夢合唱曲編曲人
- 2013 許慧欣《太認真》K歌情人夢Karen主題曲編曲人
- 2013 范逸臣《我是誰》K歌情人夢杜飛主題曲編曲人
- 2013 K歌情人夢 超有種《螢火》總決賽主題曲編曲人
- 2012 郭靜 專輯同名主打《我們都能幸福著》弦樂編曲人
- 2012 SpeXial 同名專輯《Be My Girl》鋼琴編曲人
- 2012 趙又廷 第一次電影插曲《小毛驢》編曲人
- 2012 炎亞綸 Lara《夢織花園》音樂劇編曲人
- 2012 邱凱偉 半熟戀人片尾《好強》編曲人
- 2012 蔡孟臻《來一場大冒險》爵士鋼琴編曲人
- 2011 李愛綺《月娘的形影》古典鋼琴編曲人
- 2010 蕭閎仁《芥末可樂》鋼琴及弦樂編曲人
- 2009 蕭閎仁《你愛怎樣就怎樣》弦樂編曲人
- 2009 蕭閎仁《第89鍵》鋼琴編曲人

#### 電視劇
- 2022 愛奇藝《愛情應該有的樣子》配樂製作/編曲人
- 2020 愛奇藝《半是蜜糖半是傷》配樂製作/編曲人
- 2020 愛奇藝《穿盔甲的少女》配樂製作/編曲人
- 2020 愛奇藝《想見你 (電視劇)》原聲帶編曲人
- 2019 愛奇藝《從前有座靈劍山》配樂製作/編曲人
- 2019 騰訊視頻《沒有秘密的你》配樂製作/編曲人
- 2019 衛視中文台《遺失的1/2》配樂製作/編曲人
- 2017 三立戲劇《噗通噗通我愛你》配樂製作/編曲人
- 2017 三立戲劇《我的愛情不平凡》配樂製作/編曲人
- 2016 新版《惡作劇之吻 (2016年電視劇)》配樂製作/編曲人
- 2016 TVBS《在一起，就好》配樂製作/編曲人
- 2016 湖南衛視電視劇《幻城》配樂製作/編曲人
- 2016 三立華劇《我的極品男友》配樂製作/編曲人
- 2016 三立戲劇《狼王子》配樂製作/編曲人
- 2015 三立戲劇《愛上哥們》配樂製作/編曲人
- 2015 三立戲劇《料理高校生》配樂製作/編曲人
- 2015 TVBS戲劇《唯一繼承者》配樂製作/編曲人
- 2015 中視戲劇《失去你的那一天》配樂製作/編曲人
- 2015 三立戲劇《聽見幸福》配樂製作/編曲人
- 2014 三立戲劇《喜歡·一個人》配樂製作/編曲人
- 2014 三立戲劇《媽咪的男朋友》配樂製作/編曲人
- 2014 江蘇衛視電視劇《千金女賊》配樂製作/編曲人
- 2014 浙江衛視電視劇《離婚律師》配樂製作/編曲人
- 2013 三立電視偶像劇《兩個爸爸》配樂製作/編曲人
- 2013 華人音樂偶像劇《K歌情人夢》配樂編曲/編曲人
- 2012 華視偶像劇《給愛麗絲的奇蹟》配樂製作/編曲人
- 2012 八大電視劇《智勝鮮師》配樂製作/編曲人
- 2011 公視百年大戲《瑰寶1949》配樂製作/編曲人
- 2011 三立戲劇《犀利人妻》配樂製作/編曲人
- 2011 三立戲劇《愛。回來》配樂製作/編曲人
- 2010 台視偶像劇《飯糰之家》配樂製作/編曲人

#### 頒獎典禮
- 2017 第14屆《HITO流行音樂獎》畢書盡組曲 編曲人
- 2013 第48屆金鐘獎 翁立友 溫嵐 "DJ必播金曲"編曲人
- 2013 第48屆金鐘獎 唐從聖 楊千霈 "廣播大會串"編曲人
- 2013 第48屆金鐘獎 林宥嘉 張清芳 "經典戲劇組曲"編曲人
- 2013 第48屆金鐘獎 萬芳 "掌聲響起-向永遠的電視人致敬"編曲人
- 2012 第23屆金曲獎 片尾配樂編曲人
- 2011 第22屆金曲獎 典禮配樂編曲人
- 2011 第46屆金鐘獎 李聖傑 楊培安 林淑容 "永遠的戲劇經典"編曲人

#### 演唱會
- 2018 徐若瑄《My Best Moment》高雄巨蛋「美人魚」編曲人
- 2017 畢書盡《My Best Moment》小巨蛋「抒情組曲」編曲人
- 2017 畢書盡《My Best Moment》小巨蛋「迷路」中國風編曲人
- 2017 畢書盡《My Best Moment》小巨蛋「遺忘無盡」中國風編曲人
- 2017 畢書盡《My Best Moment》小巨蛋嘉賓二胡演奏人
- 2014 蕭閎仁《鬼才懂你》TICC演唱會嘉賓二胡演奏人
- 2014 北京酷狗音樂盛典F.I.R.《Lydia》編曲人
- 2014 成龍 60大壽演唱主題曲《不再失去》編曲人
- 2014 楊培安 ReLive重金屬《歌劇魅影》編曲人
- 2013 周杰倫 魔天倫演唱會《懷念鄧麗君》組曲編曲人

#### 電影
- 2023 范逸臣 任中強《粽邪3》主題曲「思念」編曲人
- 2019 龔言脩《陪你很久很久》主題曲「最勇敢的事」編曲人
- 2019 劉人語《一吻定情》主題曲「心跳的證明」編曲人
- 2019 梁靜茹《寒單》主題曲「想都沒想過」編曲人
- 2017 郁可唯《美容針》主題曲「落在胸口的星星」編曲人
- 2016 陳冰 主演電影《全面失控》插曲「上了鎖」編曲人
- 2013 方文山 執導電影《聽見下雨的聲音》配樂編曲人
- 2012 趙又廷 Angelababy主演電影《第一次》配樂編曲人

#### 公益
- 2016 孫自佑 震災單曲「有愛的地方」編曲人
- 2014 A-Lin失智症公益主題曲「憶起愛相隨」編曲人
- 2014 關懷流浪動物公益單曲《帶我回家》編曲人
- 2014 世界展望會《迎向豐盛愛飛翔》專輯編曲人
- 2013 反核大遊行 大合唱主題曲《孩子的天空》編曲人
- 2012 方文山 國家教育研究院院歌《萬股清泉》編曲人

#### 廣告｜電玩｜代言
- 2023 黃宣 必勝客「就愛逗陣HOT」編曲人
- 2018 霍尊《網遊劍網3》同名主題編曲人
- 2018 周深 手遊《雲裳羽衣》主題曲「雲裳羽衣曲」編曲人
- 2018 熊梓淇《炫舞時代》「最美的約定」編曲人
- 2016 畢書盡 面膜代言曲《愛戀魔法》編曲人
- 2015 SpeXial 手遊《少年三國志》配樂編曲人
- 2014 林志玲 手遊《女神聯盟》主題曲編曲人
- 2014 無双樂團《俠客無雙》主題曲「緋櫻」編曲人
- 2013 楊丞琳 SYM Mii 110《Stand By Mii》編曲人
- 2012 周杰倫譜曲《西遊釋厄傳Online》編曲人
- 2012 廣達香作品《BASOL爸說》鋼琴弦樂編曲人
- 2010 張心傑 黑松沙士廣告歌曲《緊緊握住手》編曲人

### 詞曲作品
- 2021 梁心頤 陳勢安「再也沒有你」作曲人
- 2018 謝和弦「31歲菜鳥新人」作曲人
- 2015 亦帆「你不准愛我」作曲人
- 2015 謝和弦「那一定會很帥」作曲人
- 2014 蕭閎仁「怎麼了」作曲人
- 2013 李唯楓「你說我說」詞曲人
- 2009 盧學叡「純屬虛構」作曲人

### 製作歌曲
- 2020 林語菲「窒息的幸福」
- 2018 謝和弦「31歲菜鳥新人」
- 2015 謝和弦「那一定會很帥」
- 2015 謝和弦「這是最後一次」
- 2014 蕭閎仁 「怎麼了」

### 錄音作品
- 2022 康晉榮「又擱是落雨聲」二胡演奏人
- 2021 F.I.R.「錦繡夢」二胡演奏人
- 2020 蕭憶情「月痕」二胡演奏人
- 2020 黃小琥「春到了」二胡演奏人
- 2019 張磊「清歡決」二胡演奏人
- 2018 盛唐幻夜「嘆相思」二胡演奏人
- 2018 盛唐幻夜「暮雪涼」二胡演奏人
- 2018 成龍「謝謝一輩子」二胡演奏人
- 2018 周深「雲裳羽衣曲」二胡演奏人
- 2017 云の泣「緣」二胡演奏人
- 2017 不才「化身孤島的鯨」二胡演奏人
- 2018 這就是歌唱「月亮代表誰的心」二胡演奏人
- 2017 金志文 上古情歌「一望千年」二胡演奏人
- 2017 畢書盡《My Best Moment》「迷路」二胡演奏人
- 2017 畢書盡《My Best Moment》「遺忘無盡」二胡演奏人
- 2017 陳彥允 「Money Back Me Home」二胡及高胡演奏人
- 2015 陳彥允 "勢在必行3"合輯「大皇帝」二胡演奏人
- 2015 謝和弦 "不需要裝乖"專輯「那一定會很帥」二胡演奏人
- 2015 李翊君 "苓聽"專輯「雨後的夕陽」高胡演奏人
- 2014 蕭閎仁 "鬼才懂你"專輯《齁溜拳》二胡演奏人
- 2014 成龍 60大壽演唱主題曲《不再失去》二胡演奏人
- 2014 周杰倫 "哎呦不錯哦"專輯「天涯過客」二胡演奏人
- 2012 周杰倫 "十二新作"專輯《紅塵客棧》二胡演奏人
- 2011 袁詠琳X邱凱偉《瑰寶1949》二胡演奏人
- 2009 蕭閎仁《愛的黑狗兄》參與和聲演唱人

## 官方連結
- 周菲比 FB粉絲專頁 （页面存档备份，存于）
- 周菲比 Youtube 頻道（页面存档备份，存于）
- 音樂作品播放列表
- "不能說的秘密"鋼琴演奏
- 周菲比 Instagram
- 周菲比 微博（页面存档备份，存于）